# Santiago de Cassurrães e Póvoa de Cervães
Santiago de Cassurrães e Póvoa de Cervães (oficialmente: União das Freguesias de Santiago de Cassurrães e Póvoa de Cervães) é uma freguesia portuguesa do município de Mangualde, com 30,03 km² de área e 1218 habitantes (censo de 2021). A sua densidade populacional é 40,6 hab./km².

## História
Foi criada aquando da reorganização administrativa de 2012/2013,  resultando da agregação das antigas freguesias de Santiago de Cassurrães e Póvoa de Cervães.

## Demografia
A população registada nos censos foi:
| Distribuição da População por Grupos Etários | Distribuição da População por Grupos Etários | Distribuição da População por Grupos Etários | Distribuição da População por Grupos Etários | Distribuição da População por Grupos Etários | Distribuição da População por Grupos Etários |
| -------------------------------------------- | -------------------------------------------- | -------------------------------------------- | -------------------------------------------- | -------------------------------------------- | -------------------------------------------- |
| Antes da agregação                           |                                              |                                              |                                              |                                              |                                              |
| Ano                                          | 0-14 anos                                    | 15-24 anos                                   | 25-64 anos                                   | >= 65 anos                                   | Total                                        |
| 2001                                         | 252                                          | 213                                          | 718                                          | 454                                          | 1637                                         |
| 2011                                         | 182                                          | 135                                          | 663                                          | 434                                          | 1414                                         |
| Após a agregação                             |                                              |                                              |                                              |                                              |                                              |
| Ano                                          | 0-14 anos                                    | 15-24 anos                                   | 25-64 anos                                   | >= 65 anos                                   | Total                                        |
| 2021                                         | 137                                          | 102                                          | 553                                          | 426                                          | 1218                                         |